# Alaksandra Tarasawa
Alaksandra Jauhienauna Tarasawa (biał. Аляксандра Яўгенаўна Тарасава; ur. 23 czerwca 1988 w Grodnie) – białoruska koszykarka, występująca na pozycjach rozgrywającej lub rzucającej, reprezentantka kraju, olimpijka.

## Osiągnięcia
Stan na 4 maja 2023, na podstawie, o ile nie zaznaczono inaczej.

### Drużynowe
- Mistrzyni:
  - Niemiec (2015, 2017)[4][5]
  - Słowacji (2010)
- Wicemistrzyni:
  - Bałtyckiej Ligi Koszykówki Kobiet (2014)
  - Słowacji (2011)
  - Białorusi (2014)[6]
- Zdobywczyni pucharu:
  - Niemiec (2015, 2017)[4][5]
  - Słowacji (2009/2010)
  - Białorusi (2013/2014)[6]
- Uczestniczka międzynarodowych rozgrywek Eurocup (2010/2011, 2012–2014, 2016–2018)

### Indywidualne
(* – nagrody przyznane przez portal eurobasket.com)
- Zaliczona do*:
  - I składu:
    - ligi niemieckiej (2016)[7]
    - zawodniczek zagranicznych ligi niemieckiej (2016)[7]

  - II składu ligi:
    - niemieckiej (2018–2020)[8][9][10]
    - czeskiej (2012)[11]
    - białoruskiej (2009)[12]

  - składu honorable mention ligi niemieckiej (2021)[13]
- Liderka strzelczyń ligi niemieckiej (2016 – 23,5)[7]

### Seniorska
- Uczestniczka:
  - igrzysk olimpijskich (2016 – 9. miejsce)[14][15]
  - mistrzostw:
    - świata (2010 – 4. miejsce, 2014 – 10. miejsce)
    - Europy (2009 – 4. miejsce, 2011 – 9. miejsce, 2013 – 5. miejsce, 2019 – 13. miejsce, 2021 – 4. miejsce)

  - kwalifikacji:
    - olimpijskich (2016 – 5. miejsce)
    - do Eurobasketu (2013, 2017, 2019, 2021, 2022)

#### Młodzieżowe
- Mistrzyni Europy U–20 dywizji B (2006)
- Wicemistrzyni Europy U–16 (2003)
- Uczestniczka mistrzostw Europy:
  - U–18 (2006 – 9. miejsce)
  - kwalifikacji do Eurobasketu:
    - U–18 (2004)
    - U–16 (2003)